# Enovesi
Enovesi är en sjö i Finland.   Den ligger i landskapet Södra Savolax, i den södra delen av landet, 230 km nordost om huvudstaden Helsingfors. Enovesi ligger 89 meter över havet.